# Merluzzo

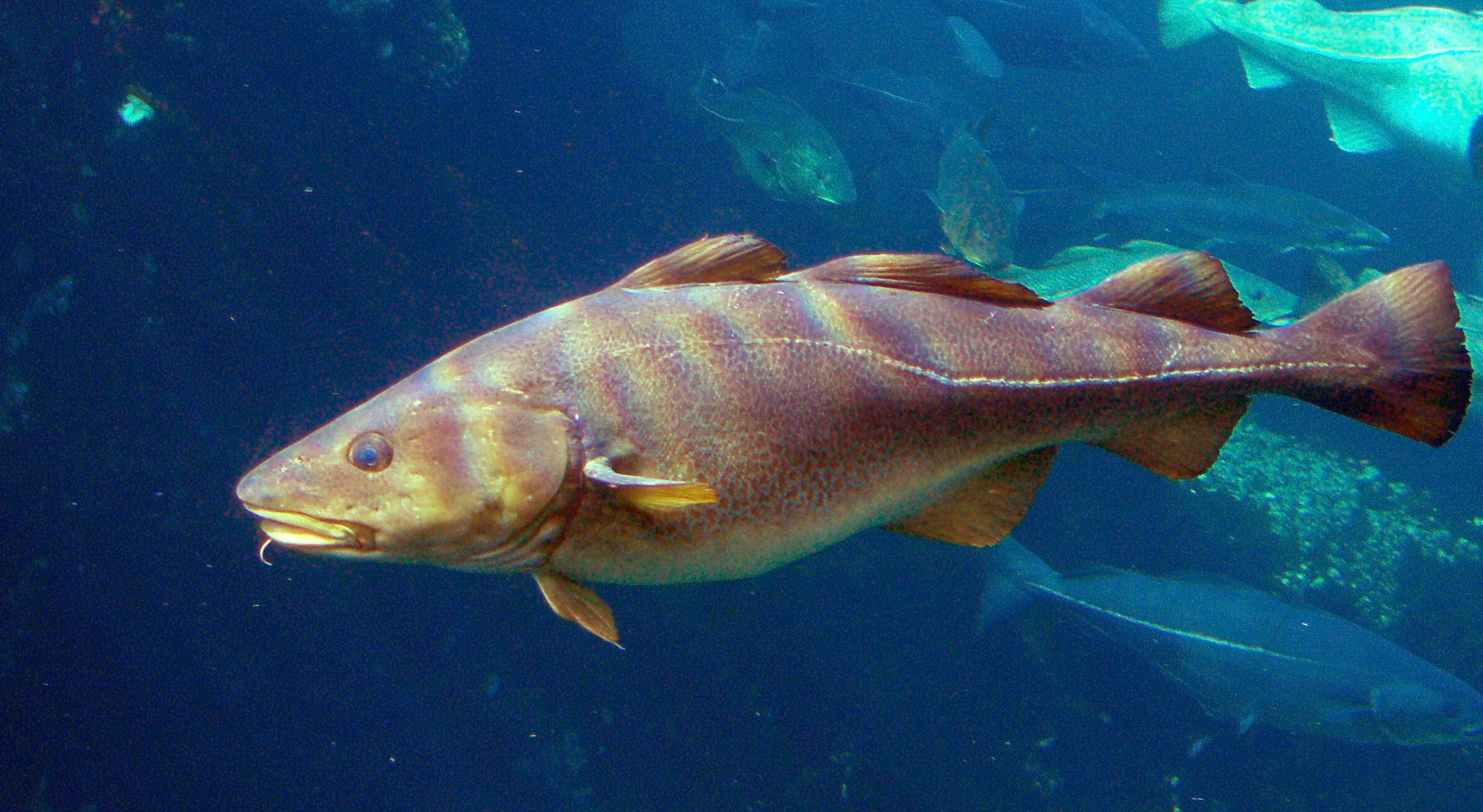
Un merluzzo bianco

Merluzzo è un termine usato per indicare diverse specie di pesci ossei di acque salate appartenenti a diversi generi e famiglie.

## Generi di merluzzo
Il merluzzo per antonomasia, anche chiamato "merluzzo comune", è il Gadus morhua, presente nell'oceano Atlantico settentrionale. Pur diverse per tassonomia, altre specie affini come il nasello e il pollack sono talvolta designate con il nome di merluzzo.
appartenenti al genere Gadus
- il merluzzo nordico bianco, stoccafisso[1] se essiccato (Gadus morhua);
- il merluzzo nordico grigio, baccalà[1] se salato e stagionato (Gadus macrocephalus);
- il merluzzo artico (Gadus ogac);
- il merluzzo d'Alaska (Gadus chalcogrammus, spesso indicato commercialmente con il Sinonimo Theragra chalcogramma);

appartenenti al genere Merluccius
- il nasello comune, nasello europeo o merluzzo europeo (Merluccius merluccius);
- il nasello del Pacifico o merluzzo del pacifico (Merluccius productus, Merluccius gayi);
- il nasello atlantico o merluzzo atlantico (Merluccius hubbsi, Merluccius senegalensis, Merluccius polli, Merluccius bilinearis, Merluccius albidus.);
- il nasello sudafricano o merluzzo sudafricano (Merluccius capensis, Merluccius paradoxus);
- il nasello patagonico o merluzzo patagonico (Macruronus magellanicus);
- il nasello australe o merluzzo australe (Merluccius australis);
- il nasello neozelandese o merluzzo neozelandese (Macruronus novaezelandiae);

appartenenti al genere Pollachius
- il pollack o merluzzo giallo (Pollachius pollachius);
- il merluzzo carbonaro o Merluzzo nero (Pollachius virens);

appartenenti al genere Trisopterus
- la busbana, merluzzetto o merluzzo cappellano  (Trisopterus minutus);
- la busbana bruna o Merluzzetto bruno (Trisopterus luscus);

appartenenti al genere Aulopus
- il lacerto o merluzzo imperiale (Aulopus filamentosus);

appartenenti al genere Pseudophycis
- il merluzzo bianco di Nuova Zelanda (Pseudophycis bachus).

## Gastronomia
Tanto i merluzzi atlantici quanto quelli mediterranei sono molto sfruttati in gastronomia, perché le loro carni delicate sono molto apprezzate. Particolarmente noti sono il baccalà e lo stoccafisso, due metodi di conservazione del merluzzo nordico.
Dal fegato dei merluzzi del genere Gadus si estrae l'olio di fegato di merluzzo, adoperato ad uso terapeutico, particolarmente ricco di retinolo (Vitamina A), di Vitamina D e di acidi grassi Omega-3

## Sovrappesca
A causa della pesca industriale eccessiva le popolazioni di merluzzo atlantico si stanno esaurendo.